# NGC 2532
NGC 2532 في الفهرس العام الجديد، هي مجرة، تقع في كوكبة الوشق. اكتشفت في 5 فبراير 1788 بواسطة ويليام هيرشل.

## روابط خارجية
- NGC 2532 على موقع ويكي سكاي: DSS2, SDSS, GALEX, IRAS, Hydrogen α, X-Ray, Astrophoto, Sky Map, Articles and images